# Cinclodes aricomae
Cinclodes aricomae là một loài chim thuộc họ Furnariidae, sinh sản trên vùng núi Andes thuộc miền đông nam Peru và vùng lân cận của Bolivia. Đây từng được xem là một phân loài C. excelsior. Nó dài 20 cm, nặng 50 g, cơ thể màu nâu sậm với vạch trắng trên mặt và đốm trắng trên ức.
Số lượng cá thể của loài chim này còn chưa đến 250. IUCN hiện xem đây là loài cực kỳ nguy cấp. Nó chỉ sống trong những vạt rừng thưa-rừng cây bụi Polylepis nhỏ bé, ẩm ướt nơi miền núi. Mối đe doạ lớn với sự sinh tồn của loài này là đốt rừng và chăn thả gia súc, làm thu hẹp diện tích rừng Polylepis.